# Davide Pagliarani
Davide Pagliarani, né à Rimini le 25 octobre 1970, est un prêtre italien, catholique traditionaliste de la Fraternité sacerdotale Saint-Pie-X, supérieur général de celle-ci depuis le 11 juillet 2018.

## Biographie
Il est entré au séminaire de Flavigny en 1989. À l'issue de ses études, il a effectué son service militaire.
Il est ordonné prêtre de la Fraternité sacerdotale Saint-Pie-X en 1996 par Bernard Fellay, alors supérieur général de la fraternité. Il a mené son ministère dans sa ville natale de Rimini pendant sept ans, puis à Singapour pendant trois ans. Il fut ensuite supérieur du district d'Italie entre 2006 et 2012 et recteur du séminaire "Nuestra Señora Corredentora" dans la province de Buenos Aires, en Argentine, à partir de 2012.
Le 11 juillet 2018, le chapitre général de la Fraternité Saint-Pie X, réunissant 41 prêtres, l'élit supérieur général à Écône pour douze années,.
Le 12 juillet, le chapitre général élit les deux assistants du supérieur général : Alfonso de Galarreta et le supérieur du district de France, Christian Bouchacourt. Partisan d'une ligne dure vis-à-vis du pape, il rencontre le cardinal Luis Ladaria Ferrer, président de la commission Ecclesia Dei le 23 novembre 2018 au Vatican,.